# Port lotniczy Samsun-Çarşamba
Port lotniczy Samsun-Çarşamba (IATA: SZF, ICAO: LTFH) – port lotniczy położony 23 km od Samsun, w prowincji Samsun, w Turcji.

## Linie lotnicze i połączenia
| Linia Lotnicza    | Kierunek |
| ----------------- | --- |
| AnadoluJet        | 1. Ankara 2. Stambuł-Sabiha Gökçen |
| Corendon Airlines | Sezonowo: 1. Düsseldorf 2. Hanower |
| Eurowings         | Sezonowo: 1. Düsseldorf |
| Fly Baghdad       | Sezonowo: 1. Bagdad |
| Iraqi Airways     | 1. Bagdad |
| Pegasus Airlines  | 1. Stambuł-Sabiha Gökçen 2. Izmir Sezonowo: 1. Düsseldorf |
| SunExpress        | 1. Antalya 2. Düsseldorf 3. Izmir Sezonowo: 1. Berlin 2. Frankfurt 3. Hanower 4. Kolonia/Bonn (od 26 czerwca 2024) 5. Monachium (od 23 maja 2024) 6. Stuttgart 7. Wiedeń |
| Turkish Airlines  | 1. Stambuł Sezonowo: 1. Berlin 2. Kolonia/Bonn 3. Hamburg 4. Hanower 5. Monachium 6. Stuttgart 7. Wiedeń                                                                 |
| UR Airlines       | 1. Bagdad |

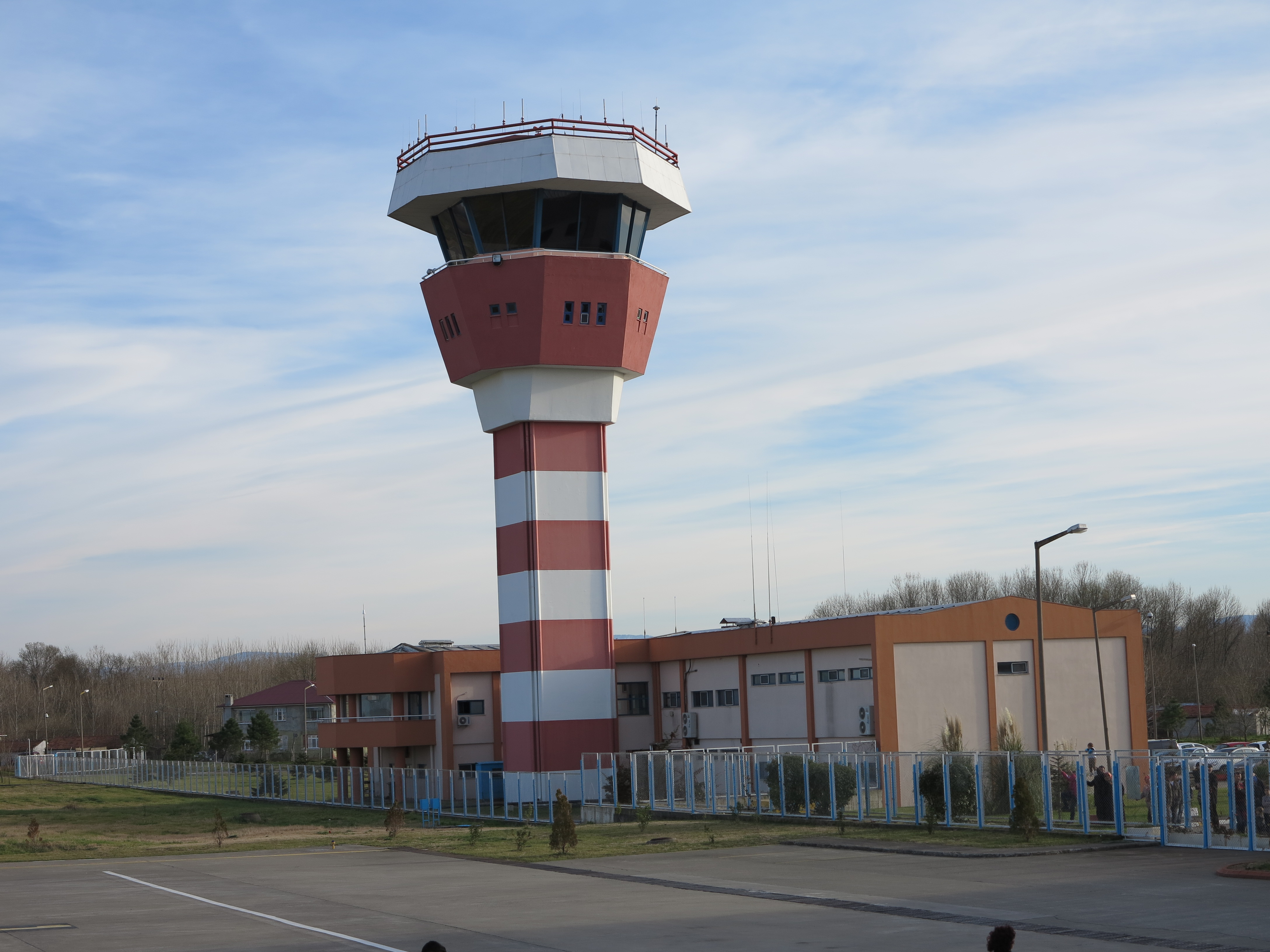
Wieża na lotnisku